# Micronephthys neotena
Micronephthys neotena är en ringmaskart som först beskrevs av Noyes 1980.  Micronephthys neotena ingår i släktet Micronephthys och familjen Nephtyidae. Inga underarter finns listade i Catalogue of Life.